# Пьян-Камуно
Пьян-Камуно (итал. Pian Camuno) — коммуна в Италии, располагается в провинции Брешиа области Ломбардия.
Население составляет 4108 человек (2008 г.), плотность населения составляет 367 чел./км². Занимает площадь 11 км². Почтовый индекс — 25050. Телефонный код — 0364.
Покровителем коммуны почитается святой Антоний Великий, празднование 17 января.

## Демография
Динамика населения:

## Администрация коммуны
- Официальный сайт: http://www.comune.piancamuno.bs.it